# عبد الله النفيسي
عبد اللّه فهد عبد العزيز عبد اللّه عبد العزيز النفيسي (1945-)؛ سياسي وأكاديمي كويتي اُنتخب عضوًا لمجلس الأمة في انتخابات عام 1985 عن الدائرة الانتخابية الثامنة وحصل على المركز الأول. قال عنه الكثيرون بأنه ينتمي لجماعة الإخوان المسلمين ولكنه قد نفى ذلك. وخاله الفنان خالد النفيسي  عمل أستاذًا للعلوم السياسية في جامعة الكويت وجامعة الإمارات في مدينة العين. وهو يحمل شهادة الدكتوراه في العلوم السياسية من كلية تشرشل بجامعة كامبريدج في بريطانيا عام 1972، بعد أن حصل على الإجازة من الجامعة الأمريكية في بيروت عام 1967.

## حياته
ولد في مدينة الكويت عام 1945. وتلقى تعليمه الابتدائي والإعدادي والثانوي خلال سنوات 1951 و1961 في كلية فيكتوريا بالإسكندرية حيث حصل على شهادة G.C.E في عام 1962 ابتعث لدراسة الطب في مانشستر المملكة المتحدة لكنه بعد مضي سنة هناك فضل أن يترك دراسة الطب ويعود إلى الكويت للتفكير والتأمل. في عام 1963 قرّر دراسة العلوم السياسية في الجامعة الأمريكية في بيروت AUB. ودرسه وتخرج عام 1967.
في عام 1968 انضم إلى كلية تشرتشل في جامعة كامبريدج في المملكة المتحدة لنيل شهادة الدكتوراه. وفي عام 1972 حصل على الدكتوراه من نفس الكلية وكان موضوع الأطروحة (دور الشيعة في تطور العراق السياسي الحديث)، في عام 1972-1978 عاد إلى الكويت ودرس في قسم العلوم السياسية بجامعة الكويت وهو قسم ترأسه ما بين عامي 1974 – 1978. وفي عام 1978 نشر كتابه الكويت: الرأي الآخر في لندن، حيث احتج فيهِ على حل مجلس الأمة وعارض المرسوم الأميري بهذا الشأن فما كان من مجلس الوزراء الكويتي إلا أن أصدر قرارا بفصل الدكتور النفيسي من عملهِ في الجامعة ومصادرة جواز سفرهِ ومنعهِ من السفر إلى الخارج. وفي عام 1980 استعاد جواز سفره وسافر إلى المملكة المتحدة كأستاذ زائر في جامعة إكستر في الجنوب الغربي. وفي عام 1981 طلبته جامعة العين – الإمارات العربية المتحدة للتدريس في قسم السياسة وعمل فيها إلى عام 1984.

## مجلس الأمة الكويتي
عام 1985 ترشح عبد الله النفيسي لعضوية مجلس الأمة وفاز بالمركز الأول في دائرة مشرف وبيان وحولي والنقرة، كما فاز بالمركز الثاني الدكتور أحمد الربعي. وبعد فوز النفيسي بالانتخابات عرض عليهِ رئيس الوزراء المكلف آنذاك الشيخ سعد العبد الله السالم الصباح حقيبة وزارية لكنهُ اعتذر عن قبولها مفضلاً العمل من خلال المؤسسة التشريعية. وفي عام 1986، صدر المرسوم الأميري بحل مجلس الأمة (حل غير دستوري) تلى ذلك فترة الفراغ الدستوري الذي عاشته الكويت وهي فترة حفلت بانتهاكات خطيرة لحقوق الإنسان في الكويت منها اعتقال عدد من أعضاء مجلس الأمة السابقين وكان من ضمنهم الدكتور النفيسي فمنعته قوات الأمن من التحدث في الدواوين واقتيد لمخافر عديدة في البلد منها الشويخ الصناعي وكيفان. وفي عام 1988-1989 كان أحد المشاركين في (دواوين الاثنين) وهي عبارة عن اجتماعات شعبية موسّعة وتظاهرة علنية تطالب بعودة الحياة النيابية في الكويت وملء الفراغ الدستوري الذي عاشته البلد. ولقد دأب على طرح أفكاره كل ستة أشهر في برنامج بلا حدود على قناة الجزيرة يلخص فيهِ جملة آراؤه حول قضايا العصر والأمة والمنطقة خلال الفترة. وهو رئيس سابق لـ المؤتمر الشعبي لمقاومة التطبيع مع إسرائيل في دول الخليج.

## آراؤه
ادعى النفيسي في خطاب له عام 1431هـ / 2010م، حسب ما ذكر المحلل السياسي الذي يعمل لدى الـ CIA (آرون كاتس) في الندوة المقامة في نيويورك تحت رعاية المجلس الأمريكي للعلاقات الخارجية في تاريخ 22 يناير 1992 وذلك بعد تحرير دولة الكويت من الغزو العراقي بأنه في حلول عام 2025 لن يبقى في الخليج والجزيرة العربية إلاّ ثلاث دول فقط، وهي ( السعودية، اليمن، وسلطنة عُمان ) وتفصيلها هو أن الدول الصغرى في الخليج العربي، وهي البحرين وقطر ستنضم إلى السعودية والكويت ستنضم إلى العراق وأما الإمارات باعتبارها امتداد إلى ساحل عُمان ستنضم إلى سلطنة عُمان، بعد ما أبدى مخاوفه من زوال أغلب الكيانات السياسية في الإقليم وبقاء ثلاث دول فقط هي: السعودية وعُمان واليمن. وأثارت هذه الآراء الكثير من الجدل، وقد عرف الدكتور النفيسي بتشدده إزاء الأحداث في البحرين وقد رفض الثورة تماماً واصفاً إياها «بحركة إيرانية» مما أثار الجدل الكبير في أوساط شيعة البحرين. كما أنه ينادي بقوة لضم اليمن إلى مجلس التعاون الخليجي لموقعهِ الجغرافي وقربه اجتماعياً وإنسانياُ، ولتأمين الخليج والجزيرة العربية ككل وانتشال اليمن من الفوضى الكاملة.

## خبرته
- 1973 أستاذ زائر في جامعة بكين ـ الصين الشعبية.
- 1976 أستاذ زائر في جامعة موسكو ـ الاتحاد السوفيتي.
- 1977 أستاذ زائر في جامعة هارفارد ـ مركز دراسات الشرق الأوسط.
- 1978 أستاذ زائر في جامعة كامبريدج ـ ماساتشوسيتس ـ الولايات المتحدة.
- 1978 أستاذ زائر في جامعة ستانفورد ـ باولو ألتو ـ الولايات المتحدة.
- 1980 أستاذ زائر في جامعة إكستر ـ المملكة المتحدة.
- 1981 - 1984 أستاذ في قسم السياسة ـ جامعة الإمارات في مدينة العين ـ الإمارات العربية المتحدة.
- 1983 شارك في المؤتمر التأسيسي للمنظمة العربية لحقوق الإنسان ـ قبرص كان عضواً في مجلس أمناء المنظمة لعدة سنوات.
- 1992 - 1996 مستشار سياسي لرئيس مجلس الأمة أحمد السعدون ـ الكويت.

## من مؤلفاته
- دور الشيعة في تطور العراق السياسي الحديث (رسالة الدكتوراه - جامعة كامبردج 1972 - ذات السلاسل - الكويت).
- تثمين الصراع في ظفار ( 1975 دار السياسة - الكويت ).
- الكويت: الرأي الآخر ( 1978 دار طه - لندن ).
- عندما يحكم الإسلام ( 1980 دار طه - لندن ).
- في السياسة الشرعية ( 1980 دار طه - الكويت ).
- مجلس التعاون الخليجي: الإطار الاستراتيجي ( 1982 دار طه - لندن ).
- دور الطلبة في العمل السياسي ( 1986 الاتحاد الوطني لطلبة الكويت - الكويت ).
- الحركة الإسلامية: ثغرات في الطريق ( 1986 دار الربيعان - الكويت ).
- على صهوة الكلمة ( 1987 دار الربيعان - الكويت).
- العمل النسائي: الواقع والمُرتجى ( 1987 دار الربيعان - الكويت ).
- الإنزال العسكري الأمريكي في الخليج.
- إيران والخليج: ديالكتيك الدمج والنبذ ( 2000 دار قرطاس - الكويت ).
- العالم بعد غزوة منهاتن ( 2001 )
- المستقبل الغربي ( 2003 المؤسسة العربية للدراسات والنشر - بيروت).
- الحركة الإسلامية: رؤية مستقبلية ( 2012 مكتبة آفاق - الكويت )
- الفكر الحركي للتيارات الإسلامية ( 2013 مكتبة آفاق - الكويت )
- من أيام العمر الماضي ( 2014 مكتبة آفاق - الكويت )

وله مقالات عديدة في مجالات علمية مُحكّمة مثل (السياسة الدولية) مؤسسة الأهرام ـ القاهرة، و(مجلة العلوم الاجتماعية) جامعة الكويت، و(مجلة دراسات الخليج والجزيرة) جامعة الكويت.

## وصلات خارجية
| - النفيسي: الغرب لا يكفيه أن نسلم له مقدراتنا المادية لقاءاته على قناة الجزيرة - برنامج بلا حدود 1. الانتخابات في الكويت الجزء الأول 23 يونيو 1999 2. الانتخابات في الكويت الجزء الثاني 23 يونيو 1999 3. المخطط الأميركي للهيمنة على دول العالم 13 فبراير 2002 4. مستقبل القيادة الفلسطينية في ظل المطالب بتغييرها 26 يونيو 2002 5. مستقبل الهيمنة الأميركية على العالم بعد أحداث سبتمبر 18 سبتمبر 2002 6. الأهداف الاستراتيجية للحرب الأميركية المرتقبة ضد العراق 12 فبراير 2003 - الاتجاه المعاكس 1. إيران والخليج على يوتيوب1997 2. مجلس التعاون على يوتيوب | - ضيف وقضية التحولات الديمقراطية والحريات في دول الخليج 26 أكتوبر 1999 - حوار مفتوح الفجوة بين الغرب والعالم الإسلامي - ما وراء الخبر خطاب الظواهري لأميركا 20 ديسمبر 2006 - سري للغاية بن لادن الاستخباراتية (مداخلة) 11 سبتمبر 2005 - المصير المصير - الحلقة السادسة على يوتيوب 15 نوفمبر 2007 - غزة العرب قبل وبعد غزة 2 فبراير 2009 |